# Maria Teresa Felicidade d'Este
Maria Teresa Felicidade d'Este (em italiano: Maria Teresa Felicitas d'Este, francês: Marie-Thérèse-Félicité d'Este; Reggio Emilia ou Módena, 6 de outubro de 1726 – Paris, 30 de abril de 1754) foi uma princesa da casa de Este, filha de Francesco III d'Este, duque de Módena e Reggio, que casou-se com o Luís João Maria de Bourbon, duque de Penthièvre, membro colateral da família real francesa.

## Biografia
Maria Teresa Felicidade era a terceira filha, a primeira menina de Francesco III d'Este, duque de Módena e Reggio, e da princesa Carlota Aglaé de Orleães, nascida Mademoiselle de Valois. Por parte de pai, ela era neta de Reinaldo d'Este, duque de Módena e Reggio, e da princesa Carlota Felicidade de Brunsvique-Luneburgo. Por parte de mãe, ela era neta do regente da França, Filipe II, duque de Orleães, e da princesa Francisca Maria de Bourbon, nascida Mademoiselle de Blois. A princesa nasceu em 6 de outubro de 1726, às 17h em Reggio Emilia (ou, de acordo com outra versão, em Módena). Na Guerra da Sucessão Austríaca, o pai de Maria Teresa Felicidade aliou-se aos franceses, pelo que foi expulso das suas possessões pelos austríacos e sardos em junho de 1742. Em 1743, a mãe da princesa, juntamente com as suas filhas, regressou à sua terra natal em França.
No início de 1744, a duquesa decidiu casar sua filha mais velha com Luís João Maria de Bourbon, duque de Penthièvre, filho mais velho de Luís Alexandre de Bourbon, conde de Toulouse. Ambas as partes concordaram com o casamento contra a vontade da avó de Maria Teresa Felicidade, a duquesa-viúva de Orleães, que queria arranjar um casamento para sua neta com um "príncipe de sangue". No entanto, os planos de casar a princesa com o duque de Chartres ou o príncipe de Conti não tiveram sucesso. Maria Teresa Felicidade casou-se com o duque de Penthièvre, aos 19 anos, ao meio-dia de 29 de dezembro de 1744  na capela do Palácio de Versalhes, na presença de toda a família real e dos príncipes de sangue. Os contemporâneos descreveram a noiva de dezoito anos como uma loira alta, de pele clara, que não era particularmente bonita. Embora o consentimento das partes para o casamento tenha sido obtido já no início de 1744, a cerimônia de casamento teve que ser adiada até o final do mesmo ano devido a eventos militares e à expectativa de uma dispensa da Santa Sé, porque os noivos tinham ancestrais comuns - o rei Luís XIV e Madame de Montespan, e estavam no segundo grau de parentesco. A permissão do Papa para casar só chegou a Versalhes em 20 de dezembro. O casamento na igreja foi oficiado pelo cardeal de Rohan. Na véspera, no salão palaciano de Ley-de-Boeuf teve lugar uma cerimónia solene de assinatura do contrato de casamento. Logo após o casamento, Maria Teresa Felicidade provavelmente foi, junto com o marido, ao Castelo de Rambouillet.
O casamento do duque e da duquesa de Penthièvre, que durou dez anos, foi descrito pelos contemporâneos como feliz. O marido foi dedicado à sua jovem esposa durante toda a sua vida. Após o nascimento do primeiro filho em janeiro de 1746, Maria Teresa Felicidade seguiu o marido para a Bretanha, onde o duque de Penthièvre foi nomeado governador com a tarefa de fortalecer as defesas da província contra os ataques dos ingleses. Em setembro de 1747, enquanto seu marido ainda estava na Bretanha, ela deu à luz seu segundo filho em Paris. As gestações subsequentes da duquesa ocorreram em intervalos de quase um ano. O casamento produziu sete filhos, mas apenas dois sobreviveram até a idade adulta:
1. Luís Maria de Bourbon (2 de janeiro de 1746 – 15 de novembro de 1749), duque de Rambouillet, morreu na infância;
2. Luís Alexandre José Estanislau de Bourbon (6 de setembro de 1747 – 6 de maio de 1768), príncipe de Lamballe, casou-se com Maria Teresa Luísa de Saboia-Carignano, princesa da casa de Saboia, em 1767;
3. João Maria de Bourbon (17 de novembro de 1748 – 19 de maio de 1755), duque de Chateauvillain, morreu na infância;
4. Vincente Maria Luís de Bourbon (22 de junho de 1750 – 14 de março de 1752), conde de Guingamp, morreu na infância;
5. Maria Luísa de Bourbon (18 de outubro de 1751 – 25 de setembro de 1753),[14] morreu na infância;
6. Luísa Maria Adelaide de Bourbon (13 de março de 1753 – 23 de junho de 1821), Mademoiselle de Penthièvre, casou-se com Luís Filipe II José, duque de Orleães em 1769;
7. Luís Maria Felicidade de Bourbon (29 de abril de 1754 – 30 de abril de 1754), morreu logo após o nascimento.

Em fevereiro de 1754, Maria Teresa Felicidade adoeceu com pneumonia durante sua sétima gravidez. O estado de saúde da duquesa grávida continuou a piorar. No final de abril, em Paris, ela deu à luz prematuramente e, doze horas depois, morreu às 2 da manhã de 30 de abril de 1754 aos 27 anos. A duquesa foi enterrada com o corpo de seu filho mais novo, que morreu um dia após seu nascimento. No dia 2 de maio do mesmo ano  os seus restos mortais foram transladados para Rambouillet, onde foram sepultados no dia seguinte na igreja local, juntamente com os outros filhos falecidos do casal ducal. O duque de Penthièvre ficou profundamente angustiado com a morte de sua esposa e, embora tivesse apenas 29 anos, nunca se casou novamente. Após a venda de Rambouillet ao rei Luís XVI, em 25 de novembro de 1783, os restos mortais de Maria Teresa Felicidade, juntamente com os de outros membros da família, foram solenemente enterrados na igreja colegiada de Saint-Stéphane na Castelo de Dreux. Dez anos depois, durante a Revolução Francesa, o túmulo da duquesa foi aberto e seus restos mortais foram enterrados em uma vala comum. Eles foram posteriormente enterrados na Capela Real de Dreux, fundada pela filha de Maria Teresa Felicidade, Luísa Maria Adelaide de Bourbon, duquesa de Orleães.

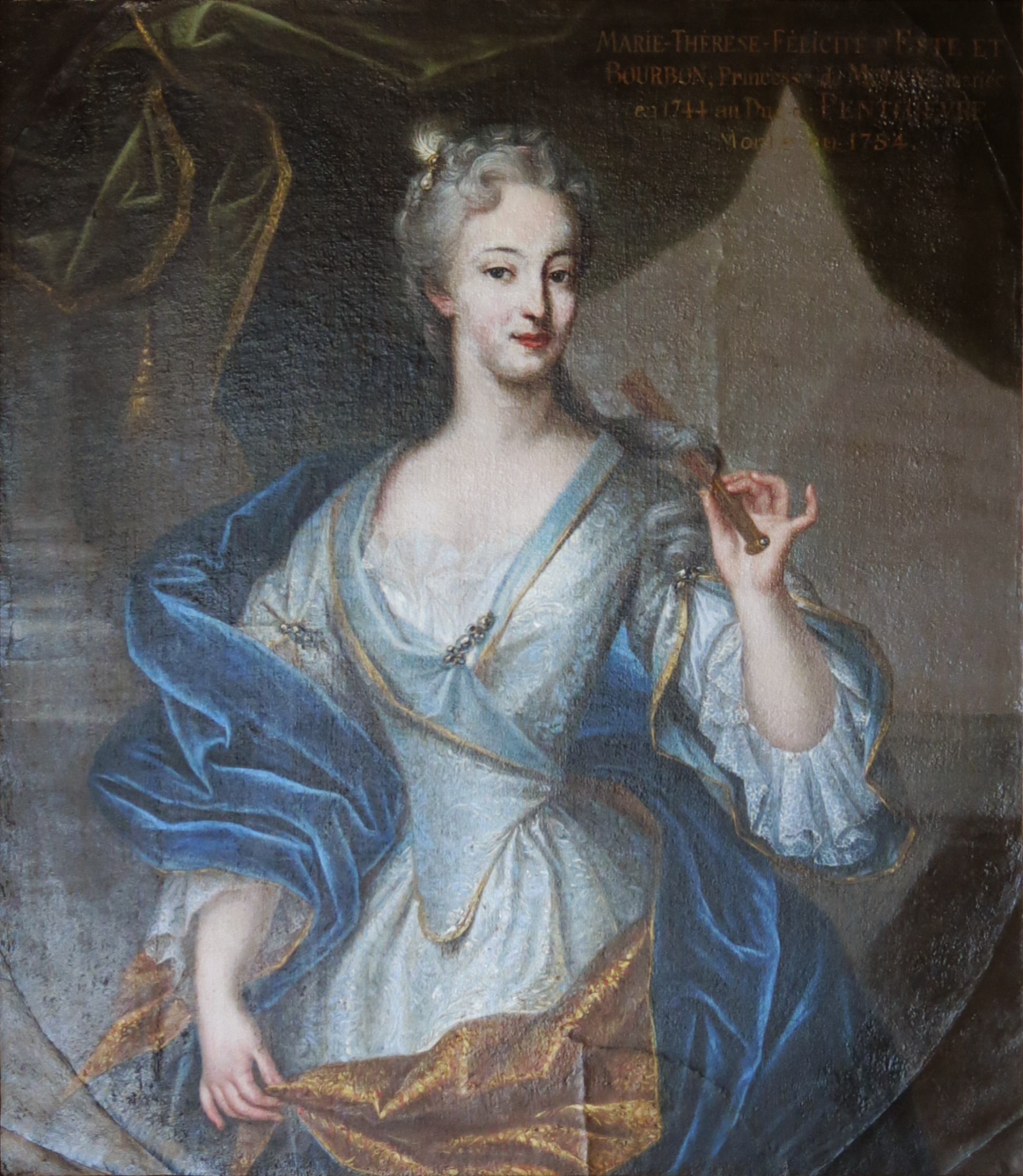
Retrato da duquesa de Penthièvre. No Castelo de Bizy
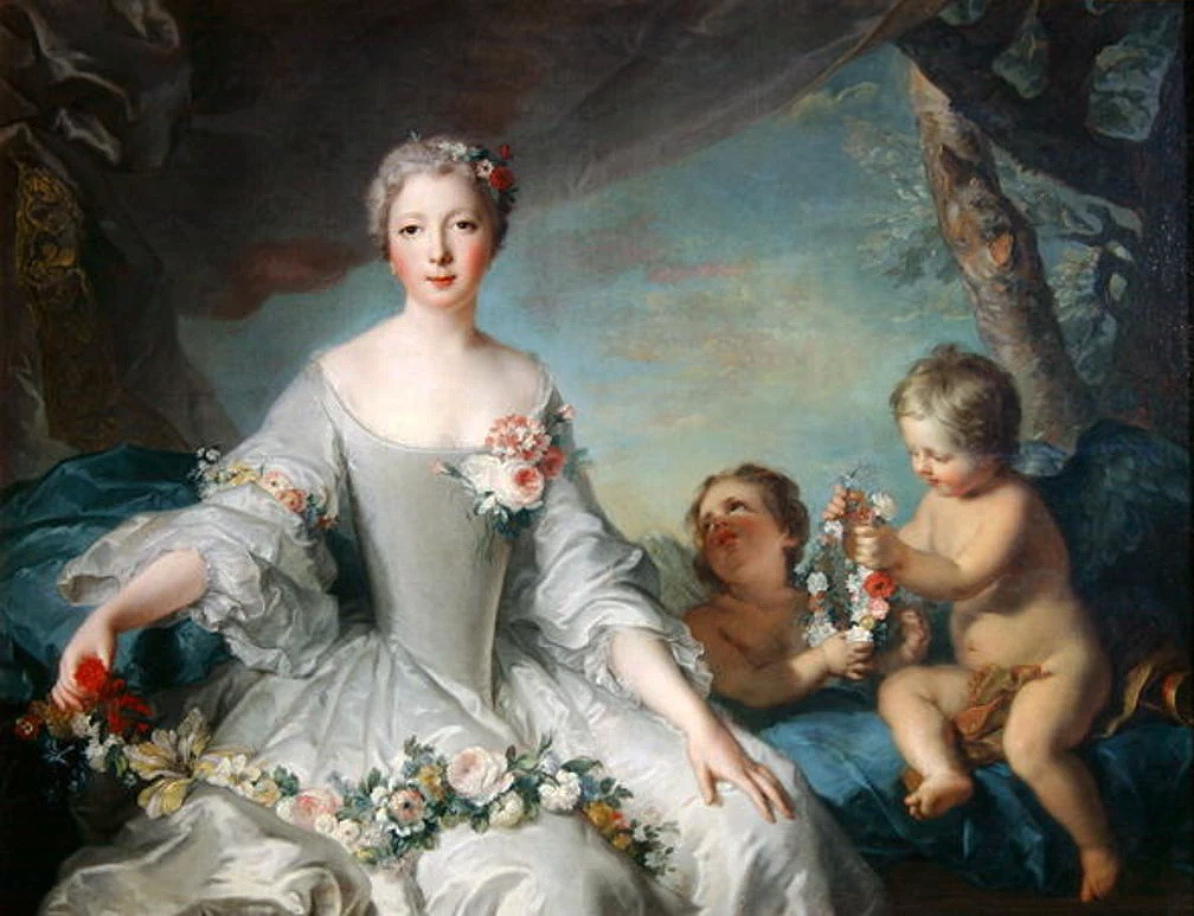
A duquesa de Penthièvre retratada como Flora, por Jean-Marc Nattier
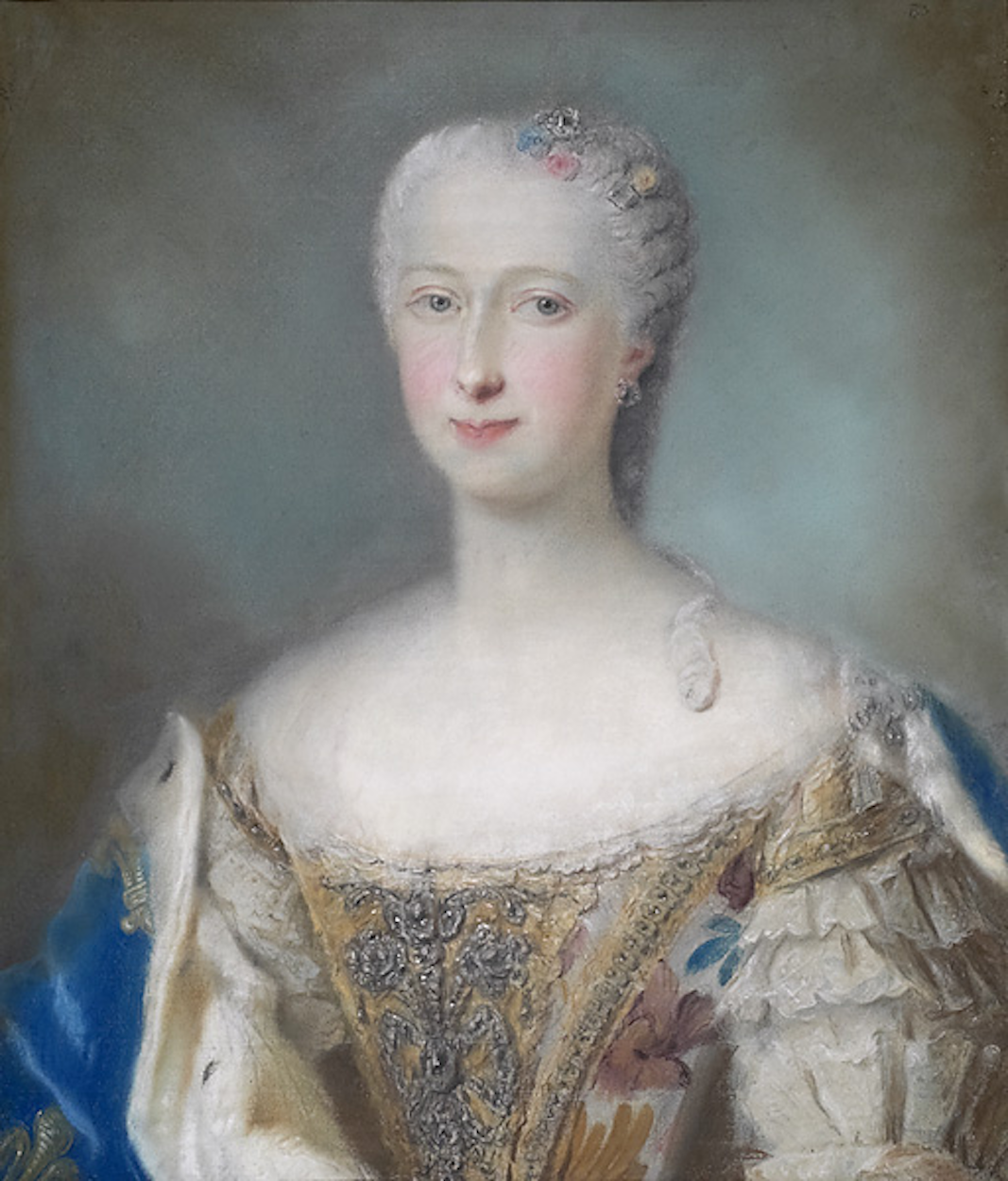
Madame la duchesse de Penthièvre, atribuído a Daniel Klein